# 関宿水門

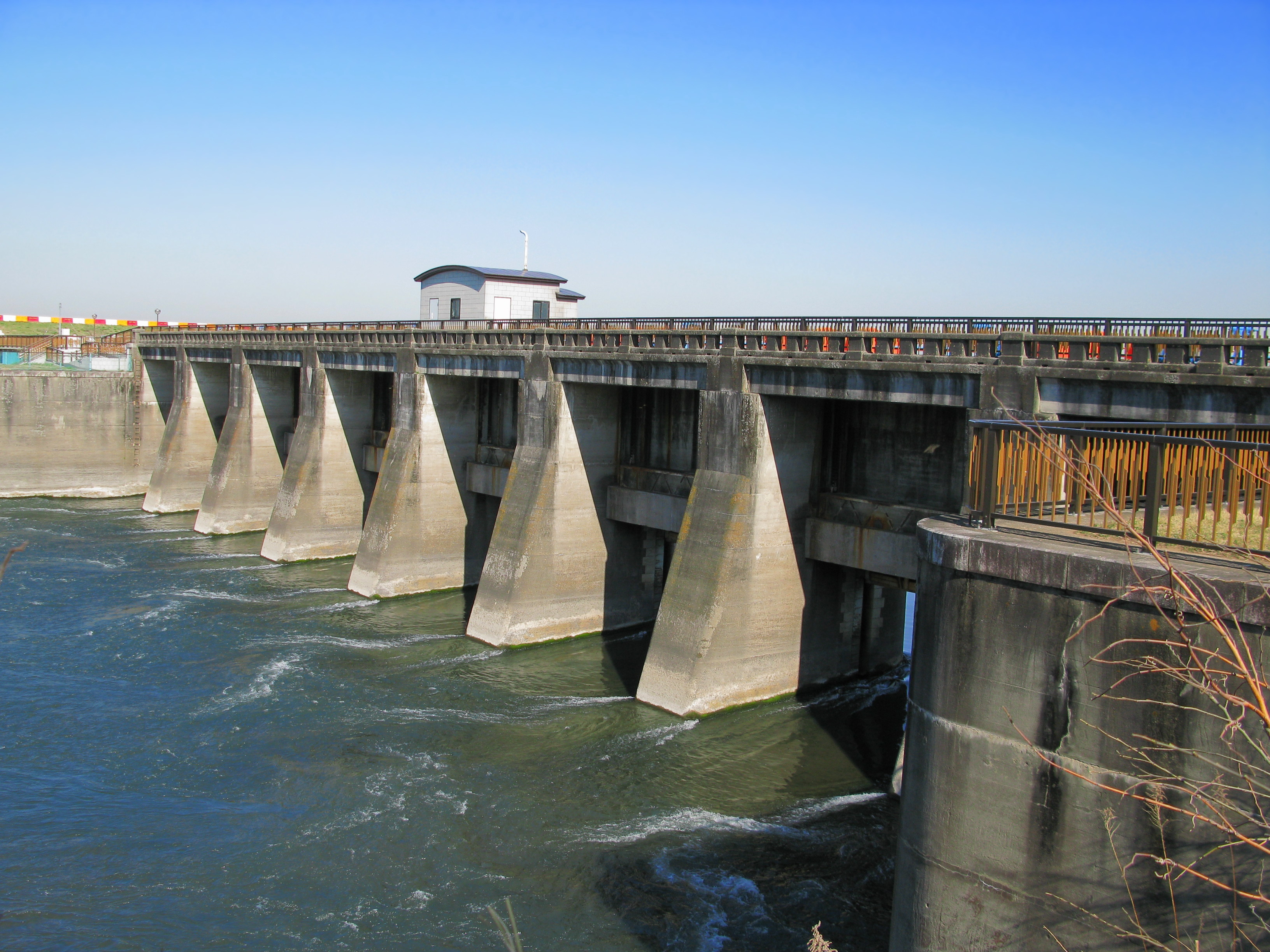
関宿水門（2011年4月）

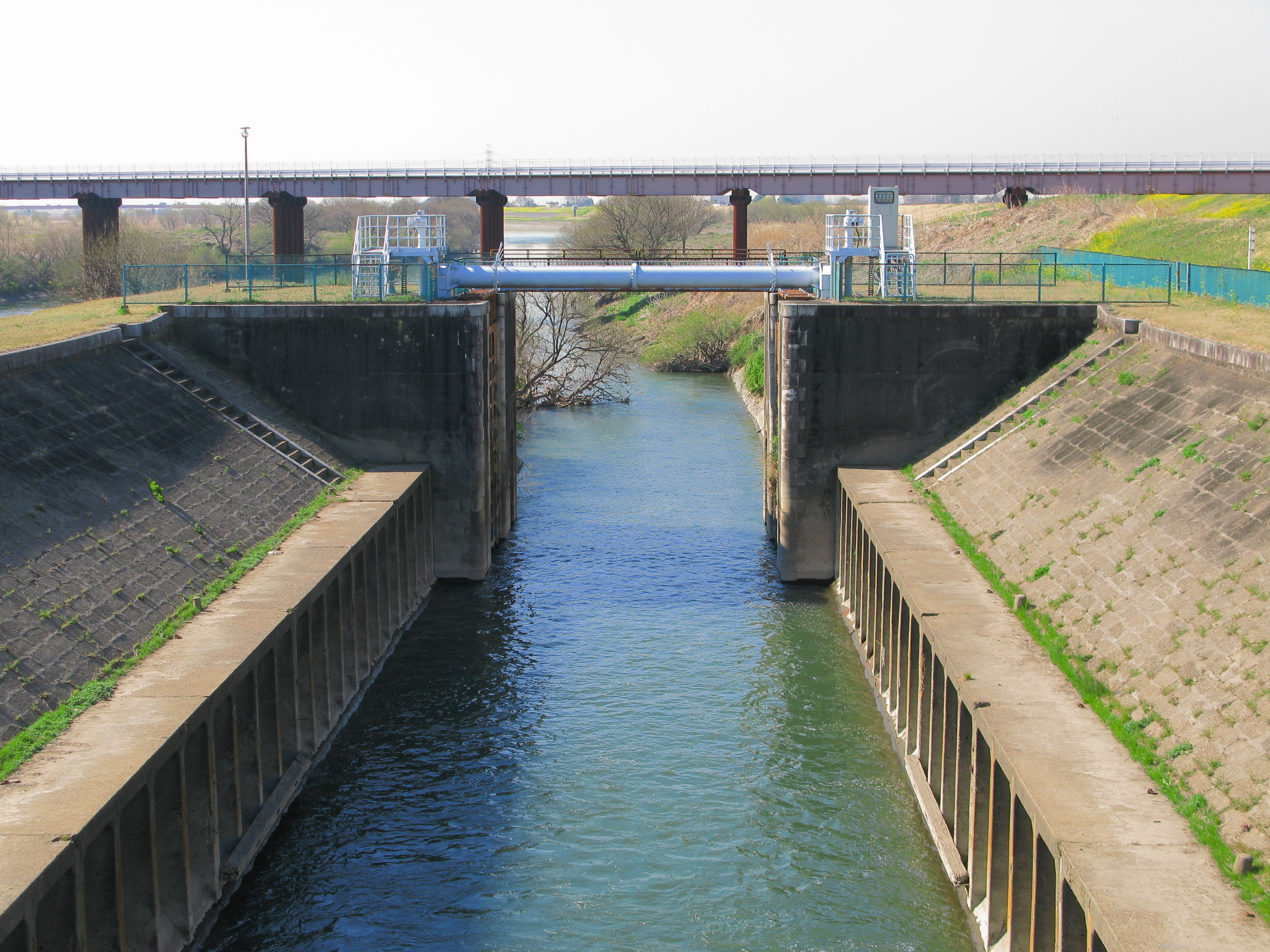
関宿閘門（2011年4月）

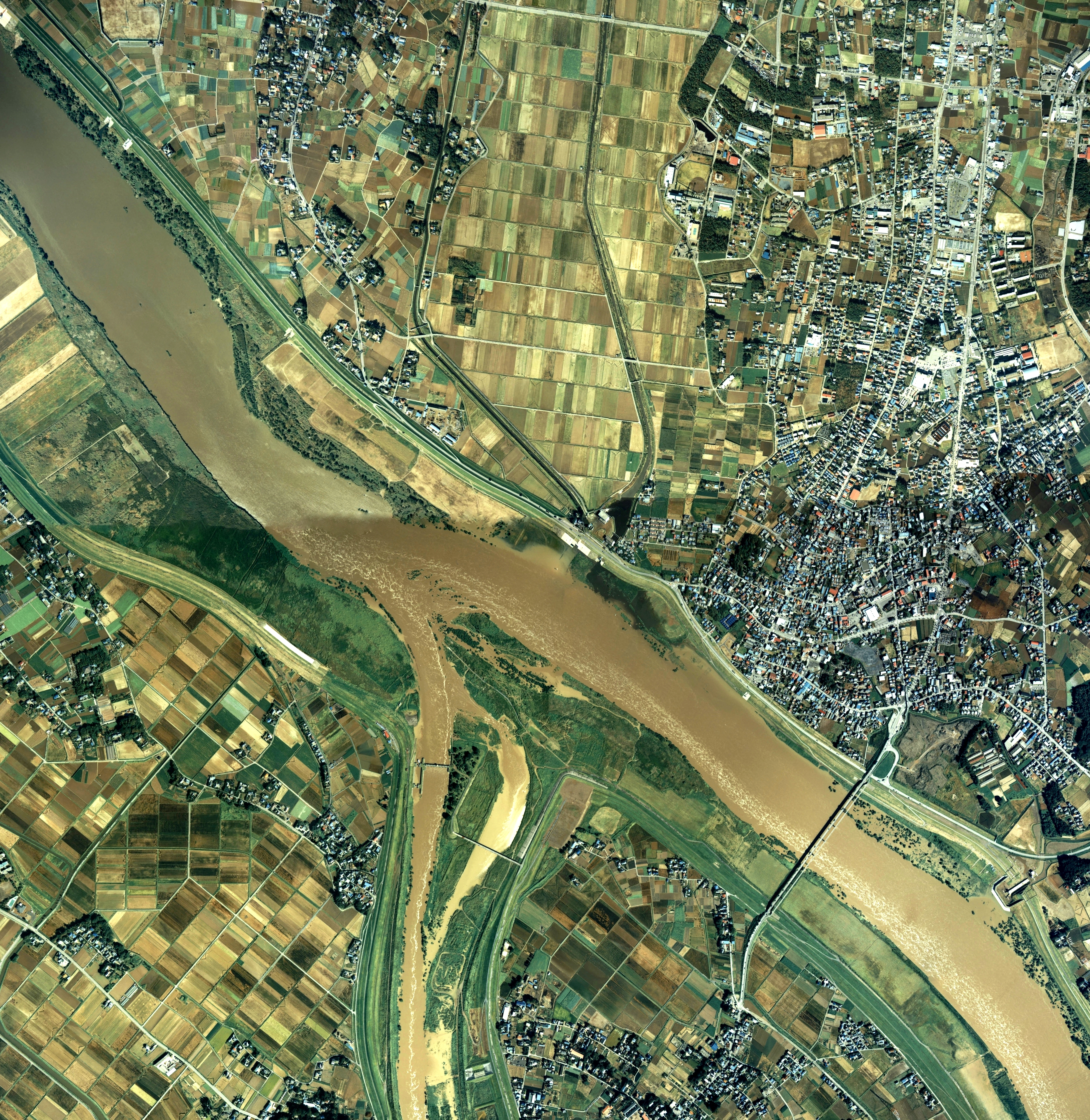
利根川から江戸川へ分流する地点である関宿分岐点付近の空中写真。分流したすぐ下流の地点に関宿水門が設置されている。
1990年撮影の7枚を合成作成。。

関宿水門（せきやどすいもん）あるいは関宿水閘門（せきやどすいこうもん）は、茨城県猿島郡五霞町の、利根川と江戸川の分岐付近に設置された閘門を併設する水門である。

## 概要
1641年に行われた利根川東遷事業により江戸川と利根川が結ばれ、関東の舟運は飛躍的に発展した。明治以前の江戸川の頭流部には、利根川からの流入を減じるために「棒出し」と呼ばれる突堤が築かれていた。1911年（明治44年）の江戸川改修工事に併せて、棒出しに代わって江戸川へ流入する水量を調節する水門と、水位調整による河川舟運の保護を目的とした閘門の建設が計画され、1918年（大正7年）に着工し、1927年（昭和2年）3月31日に完成した。閘門は鋼鉄製のマイターゲート式で、幅12メートル、長さ143メートルの大きさの2つの門を手動で操作する。
関宿水門の建設は煉瓦造りからコンクリート造りへと建設技術が変化する過渡期に行われた。多くの部分はコンクリートで作られているが、隅石など一部に石張りによる煉瓦造りの様式が見られ、閘門や水門の建築史を知る上での重要な土木遺産である。
2003年には土木学会選奨土木遺産に選定されている。
歩行者や自転車は水門の上を通って対岸へ往き来できるが、一般車両の通行は出来ない。